# Równanie Beattiego-Bridgmana
Równanie Beattiego-Bridgmana – równanie stanu gazu rzeczywistego zawierające pewne stałe empiryczne mające pomóc uwzględnić zmniejszenie liczby cząsteczek gazu poprzez tworzenie asocjatów:
{\displaystyle p=RT{\frac {(1-\epsilon )(V_{\mathrm {m} }+B)}{V_{\mathrm {m} }^{2}}}-{\frac {A}{V_{\mathrm {m} }^{2}}},}
gdzie:
{\displaystyle p} – ciśnienie,
{\displaystyle V_{\mathrm {m} }} – objętość molowa ({\displaystyle V_{\mathrm {m} }=V/n,} gdzie {\displaystyle V} – objętość, {\displaystyle n} – liczność gazu),
{\displaystyle R} – (uniwersalna) stała gazowa,
{\displaystyle T} – temperatura,
{\displaystyle A,B,\epsilon } – stałe związane z empirycznymi stałymi {\displaystyle A_{0},B_{0},a,b,c{:}}
{\displaystyle A=A_{0}\left(1-{\frac {a}{V_{\mathrm {m} }}}\right),}
{\displaystyle B=B_{0}\left(1-{\frac {b}{V_{\mathrm {m} }}}\right),}
{\displaystyle \epsilon ={\frac {c}{V_{\mathrm {m} }T^{3}}}.}